# Gyrininae
Gyrininae là một phân họ bọ cánh cứng Gyrinidae. Phân họ này được miêu tả khoa học năm 1810 bởi Latreille.

## Các tông
Phân họ này gồm các tông và phân tông sau:
- Enhydrini Régimbart, 1882
  - Dineutina Desmarest, 1851
  - Enhydrina Régimbart, 1882
- Gyrinini Latreille, 1810
  - Gyrinina Latreille, 1810
  - Heterogyrina Brinck, 1956
  - Orectochilini Régimbart, 1882